# Коновалова, Людмила Матвеевна
Людмила Матвеевна Коновалова (18 апреля 1926 года, Владивосток — 9 апреля 1994 года, Уссурийск) — работник советской пищевой промышленности, рафинёр Уссурийского МЖК. Герой Социалистического Труда.

## Биография
Родилась 18 апреля 1926 года в городе Владивостоке.
Окончила среднюю школу. В годы Великой Отечественной войны по трудовой мобилизации была распределена на гидрогенизационный завод в Уссурийске (Уссурийский масложировой комбинат). За время работы на МЖК освоила специальность рафинёра-аппаратчика. Стала мастером высшего 6-го разряда. Занималась обучением молодых дезодоратщиков и рафинёров, тем самым подготовила для предприятия десятки специалистов. Благодаря её наставнической деятельности комбинат работал без жалоб на свою продукцию. Более двух десятков лет она проработала на предприятии без нарушений технологических процессов, регулярно перевыполняя ежемесячные планы производства.
9 марта 1966 года Указом Президиума Верховного Совета СССР за особые заслуги в развитии народного хозяйства науки и культуры Приморского края ей было присвоение звание Героя Социалистического Труда с вручением ордена Ленина и золотой медали «Серп и Молот».
Неоднократно избиралась депутатом Приморского краевого Совета народных депутатов. Работала на МЖК до ухода на пенсию.
Проживала в г. Уссурийске.
Умерла 9 апреля 1994 года, похоронена на городском кладбище Уссурийска.

## Награды
- Орден Ленина: 1966